# Resolutie 1423 Veiligheidsraad Verenigde Naties
Resolutie 1423 van de Veiligheidsraad van de Verenigde Naties werd unaniem door de VN-Veiligheidsraad aangenomen op 12 juli 2002.
De goedkeuring van deze resolutie had vertraging opgelopen na de perikelen in verband met de Verenigde Staten en het Internationaal Strafhof, die na het aannemen van resolutie 1422 van de baan waren.

## Achtergrond
In 1980 overleed de Joegoslavische leider Tito, die decennialang de bindende kracht was geweest tussen de zes deelstaten van het land. Na zijn dood kende het nationalisme een sterke opmars, en in 1991 verklaarden verschillende deelstaten zich onafhankelijk. Zo ook Bosnië en Herzegovina, waar in 1992 een burgeroorlog ontstond tussen de Bosniakken, Kroaten en Serviërs. Deze oorlog, waarbij etnische zuiveringen plaatsvonden, ging door tot in 1995 vrede werd gesloten. Hierop werd de NAVO-operatie IFOR gestuurd die de uitvoering ervan moest afdwingen. Die werd in 1996 vervangen door SFOR, die op zijn beurt in 2004 werd vervangen door de Europese operatie EUFOR Althea.

## Inhoud

### Waarnemingen
De Veiligheidsraad benadrukte nogmaals dat de terugkeer van vluchtelingen in de regio cruciaal was voor duurzame vrede. Op 5 juni had de secretaris-generaal Kofi Annan een rapport ingediend over de UNMIBH-vredesmissie in Bosnië en Herzegovina en het uitvoeringsplan voor haar mandaat.

### Handelingen

#### I (vredesakkoorden)
De partijen werden nogmaals herinnert aan hun verplichtingen onder de akkoorden, waaronder het Akkoord van Dayton, en hun eigen verantwoordelijkheid voor de uitvoering van die akkoorden.

#### II (SFOR)
De lidstaten die deel uitmaakten van de SFOR werden geautoriseerd die missie met twaalf maanden te verlengen, en om al het nodige te doen om Annex 1-A van het vredesakkoord te doen naleven en de missie of de uitvoering van het mandaat te verdedigen.

#### III (UNMIBH)
De Veiligheidsraad besloot ook het mandaat van de UNMIBH-vredesmissie, inclusief de IPTF-politiemissie, te verlengen tot 31 december. Die zou vanaf 1 januari 2003 worden opgevolgd door de EUPM-missie van de Europese Unie.

## Verwante resoluties
- Resolutie 1420 Veiligheidsraad Verenigde Naties
- Resolutie 1421 Veiligheidsraad Verenigde Naties
- Resolutie 1424 Veiligheidsraad Verenigde Naties
- Resolutie 1437 Veiligheidsraad Verenigde Naties

Lijst ·  1387 ·  1388 ·  1389 ·  1390 ·  1391 ·  1392 ·  1393 ·  1394 ·  1395 ·  1396 ·  1397 ·  1398 ·  1399 ·  1400 ·  1401 ·  1402 ·  1403 ·  1404 ·  1405 ·  1406 ·  1407 ·  1408 ·  1409 ·  1410 ·  1411 ·  1412 ·  1413 ·  1414 ·  1415 ·  1416 ·  1417 ·  1418 ·  1419 ·  1420 ·  1421 ·  1422 ·  1423 ·  1424 ·  1425 ·  1426 ·  1427 ·  1428 ·  1429 ·  1430 ·  1431 ·  1432 ·  1433 ·  1434 ·  1435 ·  1436 ·  1437 ·  1438 ·  1439 ·  1440 ·  1441 ·  1442 ·  1443 ·  1444 ·  1445 ·  1446 ·  1447 ·  1448 ·  1449 ·  1450 ·  1451 ·  1452 ·  1453 ·  1454